# فتنة (فلم 1998)
فتنة (بالإنجليزية: Affliction) هو فيلم جريمة تم إنتاجه في الولايات المتحدة وصدر في سنة 1998.

## بطولة
- نيك نولتي
- سيسي سبيسك
- ويليم دافو

## الميزانية والإيرادات
بلغت تكلفة إنتاج الفيلم حوالي 6 ملايين دولار بينما حقق أرباحا تقدر بـ 6,330,054 دولار.

### ترشيحات وجوائز
| السنة | الحدث          | الفئة                  | النتيجة  |
| ----- | -------------- | ---------------------- | -------- |
|       | جائزة الأوسكار | أفضل ممثل في دور مساعد | فـــــوز |

## وصلات خارجية
- فتنة على موقع IMDb (الإنجليزية)
- فتنة على موقع ميتاكريتيك (الإنجليزية)
- فتنة على موقع الموسوعة البريطانية (الإنجليزية)
- فتنة على موقع روتن توميتوز (الإنجليزية)
- فتنة على موقع نتفليكس (الإنجليزية)
- فتنة على موقع قاعدة بيانات الأفلام العربية
- فتنة على موقع ألو سيني (الفرنسية)
- فتنة على موقع Turner Classic Movies (الإنجليزية)
- فتنة على موقع أول موفي (الإنجليزية)
- فتنة على موقع بوكس أوفيس موجو (الإنجليزية)

1. ↑  وصلة مرجع: https://www.oscars.org/oscars/ceremonies/1999.
2. ↑  وصلة مرجع: http://stopklatka.pl/film/prywatne-pieklo. الوصول: 2 مايو 2016.
3. ↑  وصلة مرجع: http://www.imdb.com/title/tt0118564/. الوصول: 2 مايو 2016.
4. ↑  وصلة مرجع: http://www.allocine.fr/film/fichefilm_gen_cfilm=16476.html. الوصول: 2 مايو 2016.